# Batalla de Fougères
La Batalla de Fougères és una lluita que es va produir el 3 de novembre de 1793, durant el Gir de Galerna, durant la Revolta de La Vendée, entre els Vendeans de l'Exèrcit Catòlic i Reial i l'Exèrcit Republicà.
Després d'haver creuat el Loira i ocupat Laval, el quarter general de Vendée va dubtar entre tornar a Vendée, marxar a Rennes per provocar una insurrecció a Bretanya, o apropar-se a les costes i prendre un port amb l'esperança de rebre alleujament de la part dels britànics i emigrants a la Bretanya, Jersey. L'exèrcit de Vendée va acabar agafant la carretera de Fougères, que tenia l'avantatge d'acostar-la tant al mar com a la capital bretona.
L'assalt a Fougères va acabar amb una victòria fàcil per als Vendeans: superats en nombre i mal manats, els patriotes van ser derrotats totalment i van deixar centenars de morts i presoners.
L'exèrcit de Vendée va ocupar la ciutat durant cinc dies durant els quals va treballar per reaprovisionar i reclutar partidaris. També va rebre dos emissaris emigrants amb despatxos del govern britànic que van animar el consell militar de Vendée a allunyar-se de Rennes i seguir el pla anglès. L'exèrcit va reprendre el seu viatge el 8 de novembre en direcció a Dol-de-Bretagne, encara indecís quant a un atac a Saint-Malo o millor dit Granville.
Després d'una breu reocupació a mitjans de novembre, Fougères va tornar definitivament al control republicà el 5 de desembre. Tanmateix, la pau no va tornar a la regió, que es va convertir en un dels centres de la chouannerie.

## Context
Article detallat: Combat de Fougères (1793).

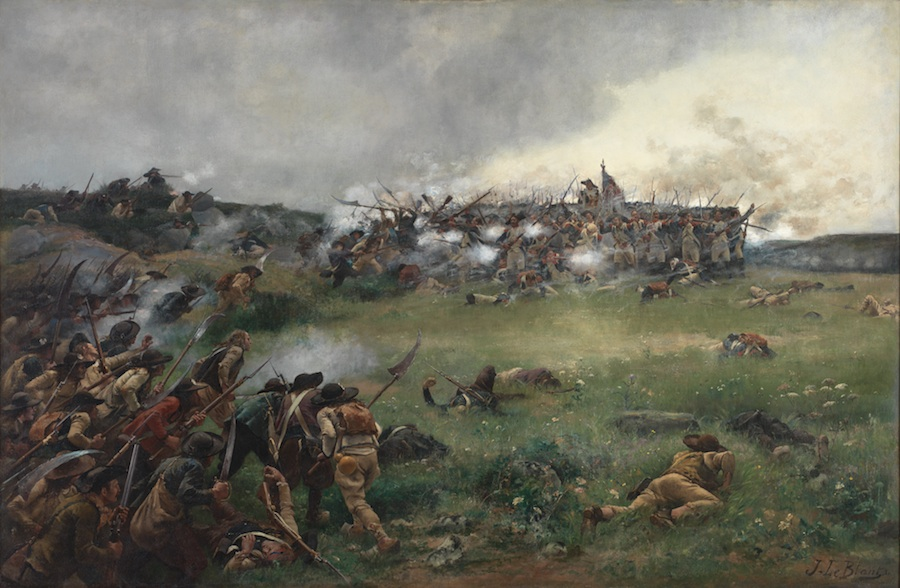
Le Bataillon Carré, una pintura que representa una emboscada a la revolta de Vendée.

Durant la Revolució Francesa, el districte de Fougères, situat a l'extrem nord-est del departament d'Ille-et-Vilaine, va viure moltes agitacions contrarevolucionàries. Del 1791 al 1793 va ser l'epicentre de la conspiració bretona del marquès de La Rouërie12. L'agost de 1792 esclatà una insurrecció reialista al veí departament de Mayenne, a Saint-Ouën-des-Toits, i en les setmanes següents els insurgents mayennes, dirigits per Jean Cottereau, conegut com a "Jean Chouan", van fer diverses incursions. a les regions de Fougères i Vitré13. El març de 1793, una vasta insurrecció contra la recaptació en massa sacsejà diverses regions del nord-oest de França i, en particular, el districte de Fougères, on 21 parròquies van prendre les armes14,15. Diversos milers de pagesos van intentar entrar a la ciutat el 19 de març, però van ser fàcilment repel·lits per la guàrdia nacional16. El 24 de març la revolta va ser sufocada. El balanç és de quinze insurgents morts i un centenar més presoners, 14 dels quals van ser condemnats a mort i guillotinats el 13 d'abril i el maig de 2218,19. Els problemes desapareixen però no desapareixen del tot. En els mesos següents, molts joves es van negar a l'allistament i es van amagar al bosc de Fougères20.

## Forces presents
Exèrcit republicà
Quan l'exèrcit de Vendée va creuar el Loira el 18 d'octubre de 1793, la ciutat de Fougères només estava guarnida per la seva guàrdia nacional i un batalló de caçadors35. Com la resta de poblacions de la comarca, temia un atac i demanava reforços35. Les preocupacions redoblades després de la presa de Laval, els administradors dels districtes de la regió esperaven, doncs, que els Vendeus marxessin sobre Fougères o Vitré amb l'objectiu d'atacar Rennes36. El representant Pierre-Pomponne-Amédée Pocholle, aleshores en missió a Ille-et-Vilaine, va ordenar el subministrament de gra a Fougères perquè pogués acollir una gran guarnició35. Pocs dies després, el directori d'Avranches va anunciar l'enviament a Fougères de 800 a 900 homes del 8è batalló de voluntaris de Calvados i de la guàrdia nacional amb quatre canons37. El 24 d'octubre, el districte de Mortain també anunciava la sortida de 300 homes37. El 30 d'octubre a Avranches, el representant a la missió Garnier de Saintes va escriure al general Vergnes, a Rennes, que volia protegir Fougères i que l'endemà estarien presents en aquest càrrec 3.000 homes i vuit peces de canó38. Els soldats s'allotjaven a la Retraite, als Urbanistes, o bé a casa de l'habitant22.
La guarnició va ser posada sota el comandament de l'ajudant general Simon-Pierre Brière, que va arribar a Fougères l'octubre de 261,31. El va seguir l'1 de novembre un oficial d'enginyers, Alexandre Magnus d'Obenheim, enviat des de Cherbourg per organitzar els mitjans de defensa1,32. En el moment de l'atac dels Vendeans, la guarnició de la ciutat incloïa el batalló de caçadors de Charente31, el 19è batalló d'infanteria lleugera31, conegut com a chasseurs d'Imbert39, el 6è batalló de voluntaris de la Côte-d'Or40,32., el 3r batalló de voluntaris de Calvados40, el 8è batalló de voluntaris de Calvados37,32, un batalló de voluntaris de Seine-et-Oise41, una companyia separada d'artillers de la secció du Contrat-Social40,32 i de 3.000 a 4.000 homes. d'entre la Guàrdia Nacional de Fougères i altres poblacions del districte, com Saint-Georges-de-Reintembault, Louvigné-du-Désert, Antrain, La Bazouge-du-Désert i Saint-Marc-le-Blanc, o pobles normands com Mortain, Vire, Coutances, Granville, Saint-James i Sourdeval1,31,32. Tanmateix, segons el diari d'ObenheimA 1, la meitat dels guàrdies nacionals només estan armats amb piques31. En total, totes aquestes forces comprenen aproximadament entre 6.000 i 6.500 homes1,2.